# Cimetière ancien de Villemomble
Le cimetière ancien de Villemomble est un des deux cimetières de la commune de Villemomble, avec le nouveau cimetière de Villemomble. Il est situé rue d'Avron, à l'angle de la rue de la Carrière, et est contigüe au parc de la Garenne.(ancienne entrée des carrières de plâtre)

## Historique
Depuis les temps mérovingiens, l'ancien cimetière se situait à proximité du château de Villemomble.
Ce cimetière est transféré en 1806 au lieu-dit canton du Paradis, rue de la Carrière, au terme d'un échange de terrain avec Nicolas Bourelle de Sivry, à la suite du décret impérial sur les sépultures qui ordonne en 1804 que les lieux de sépultures soient déplacés extra-muros.
Il est agrandi en 1849, en 1859 puis finalement en 1877.
L'ossuaire date de 1920.

## Personnalités

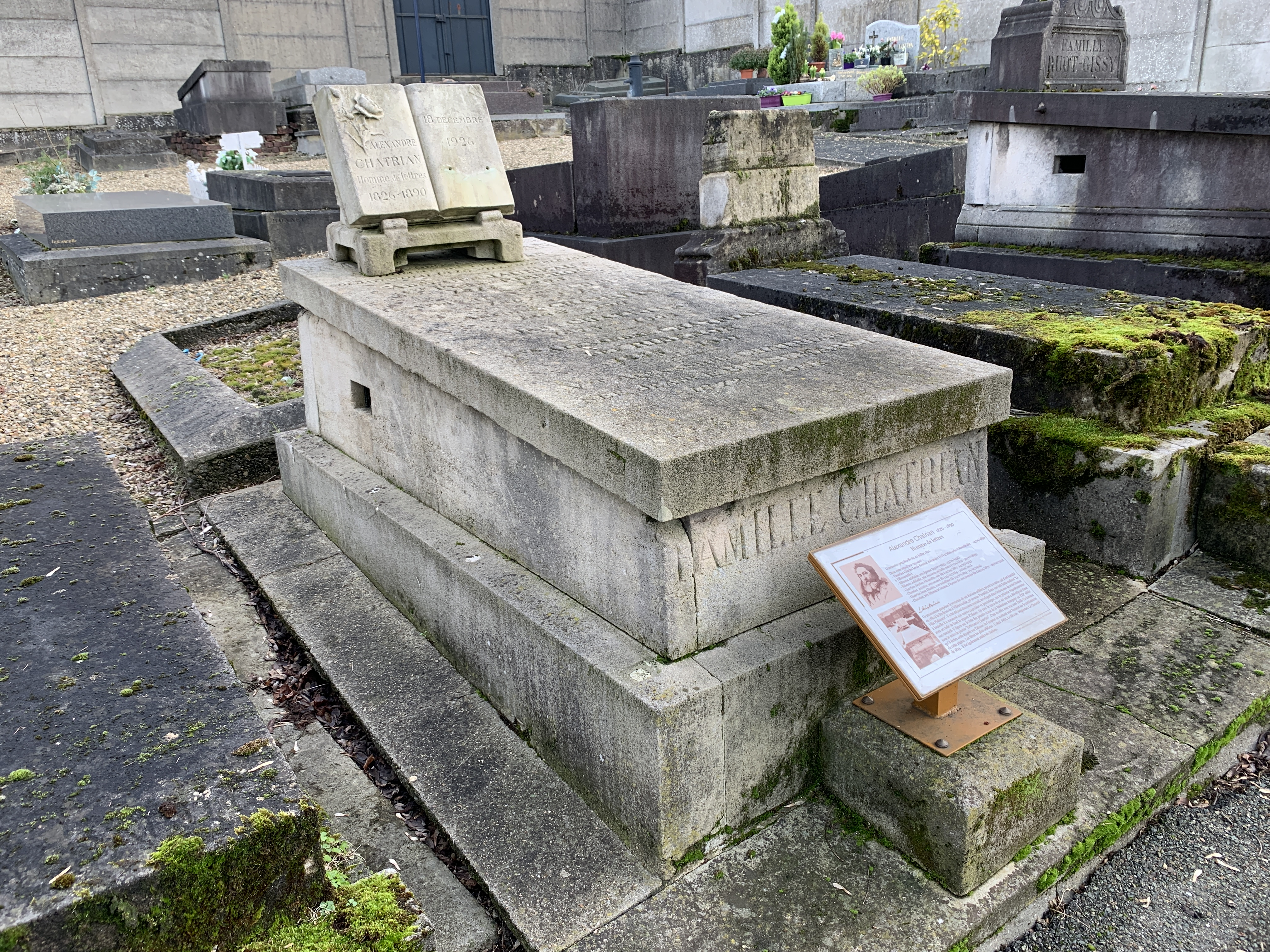
Tombe d'Alexandre Chatrian.
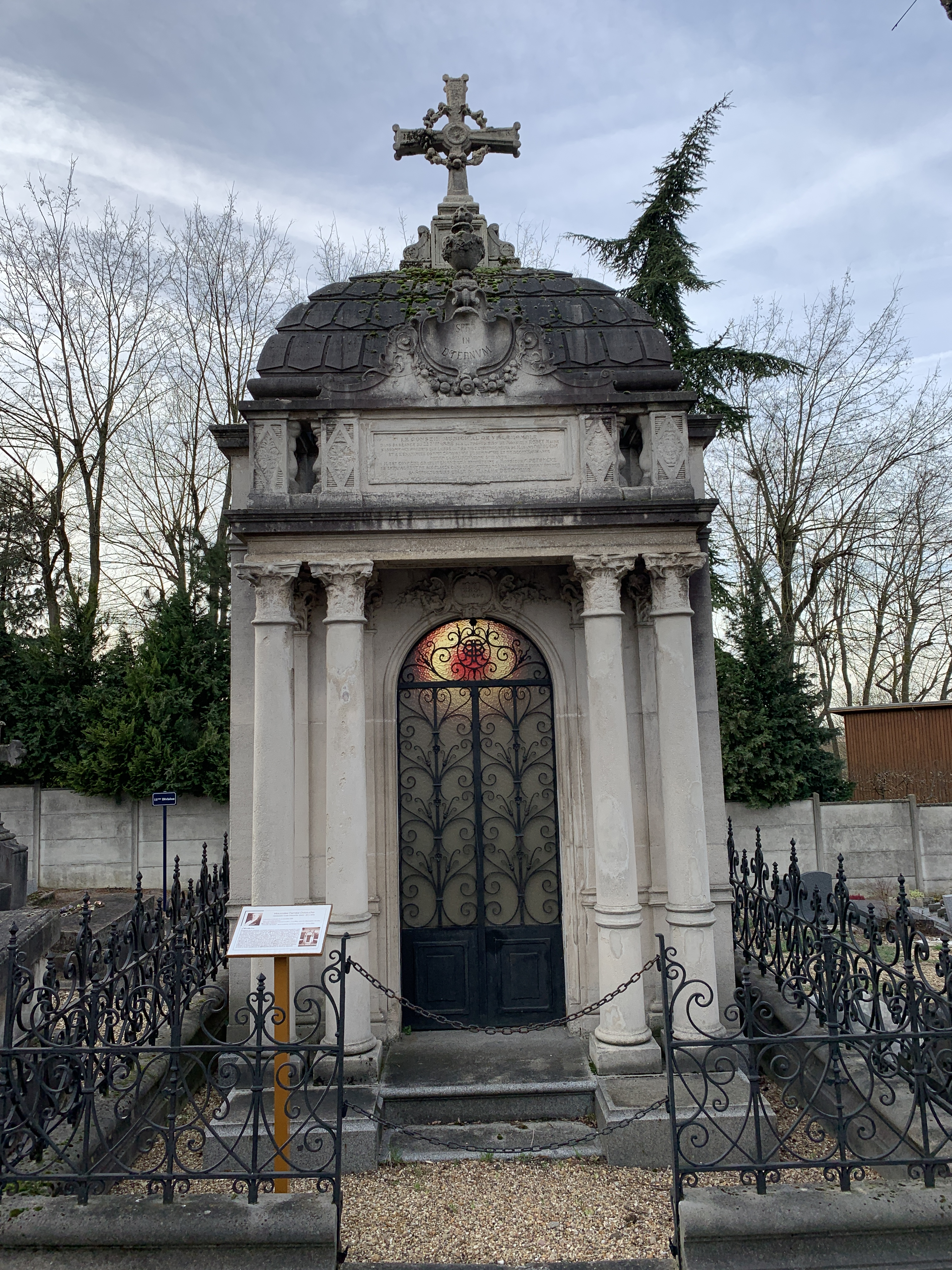
Mausolée de la famille Detouche.
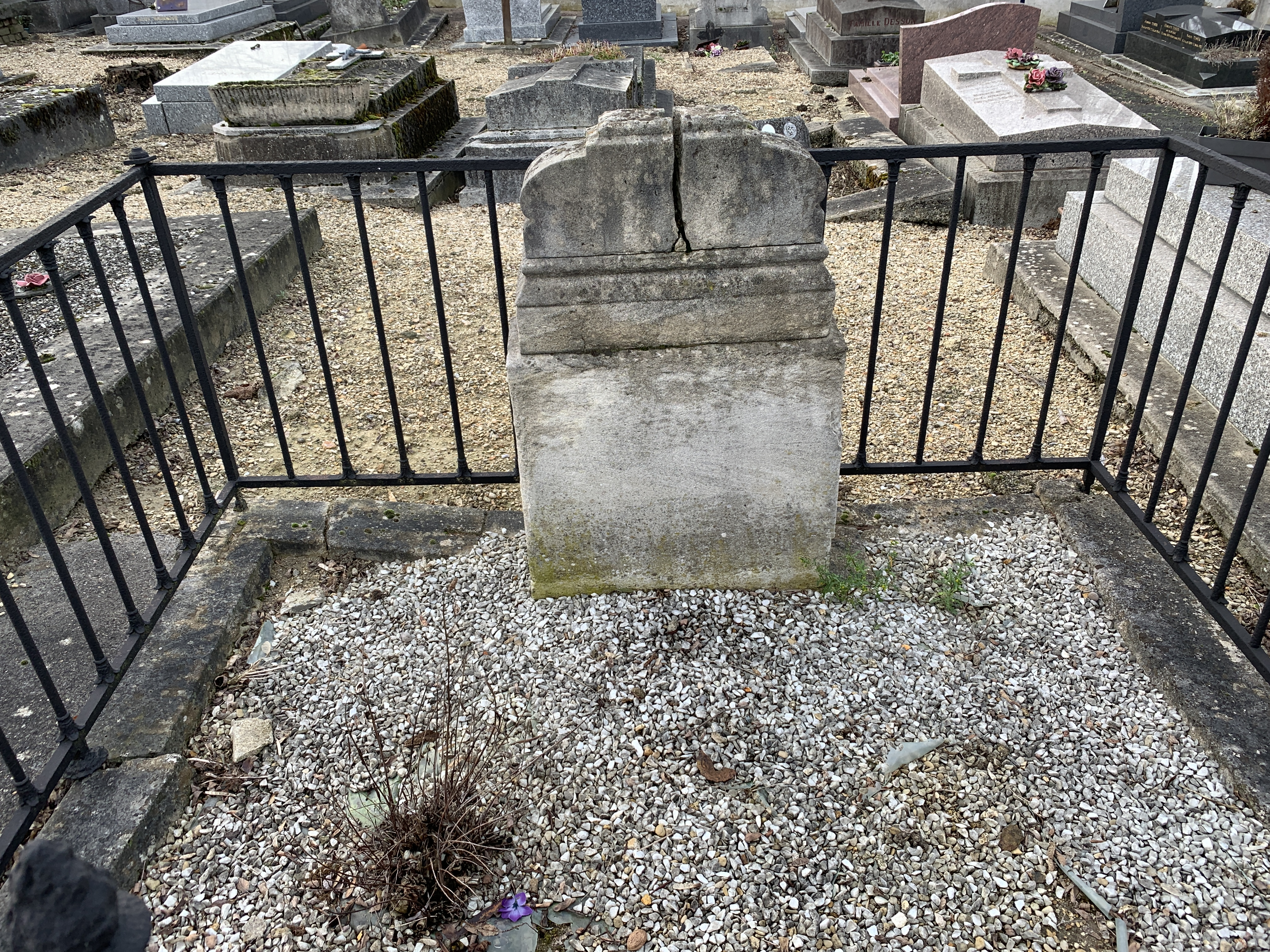
Sépulture du soldat inconnu de la guerre de 1870.
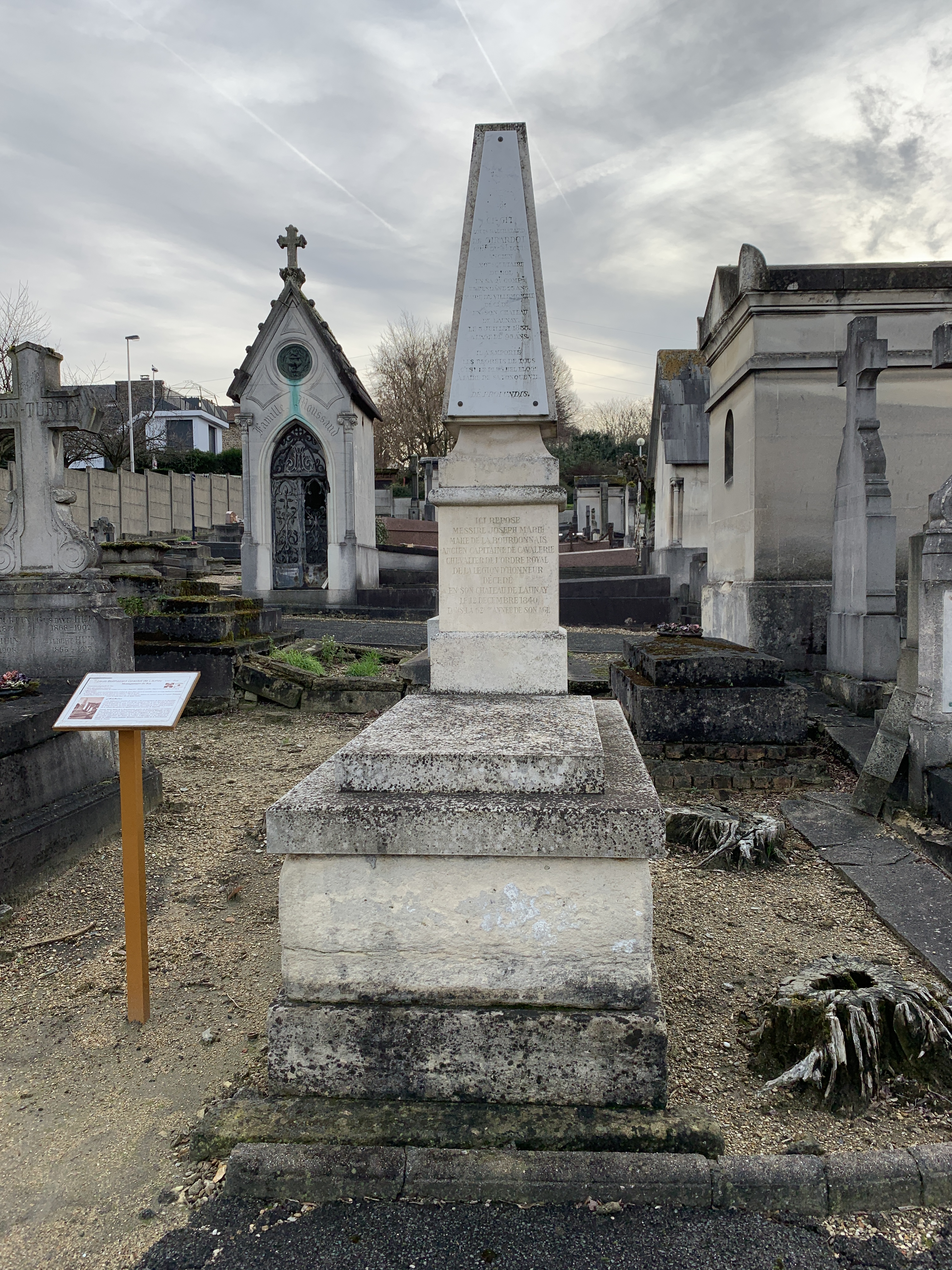
Sépulture de Louis Balthazard de Girardot.

- Louis Balthazard de Girardot (1740-1835), maire de la ville en 1815.
- Son gendre Joseph-Marie Mahé de La Bourdonnais (1779-1840), qui a laissé son nom à l'avenue de la Bourdonnais[5].
- Louis-Constantin Detouche (1810-1889), ancien maire de la ville[6],[7], qui a donné son nom à l'avenue Detouche.
- Alexandre Chatrian (1826-1890), écrivain.
- L'organiste Michel Boulnois (1907-2008).